# Global Anglican Future Conference
A Conferência Global do Futuro Anglicano (Global Anglican Future Conference, GAFCON) é uma série de conferências de bispos e líderes anglicanos conservadores, a primeira das quais foi realizada em Jerusalém de 22 a 29 de junho de 2008 para abordar a crescente controvérsia das divisões na Comunhão Anglicana, a ascensão do secularismo, bem como as preocupações com o HIV/AIDS e a pobreza. Como resultado da conferência, a Declaração de Jerusalém foi emitida e a Irmandade Global de Anglicanos Confessantes (Global Fellowship of Confessing Anglicans) foi criada. Os participantes da conferência também pediram a criação da Igreja Anglicana na América do Norte como uma alternativa tanto à Igreja Episcopal nos Estados Unidos quanto à Igreja Anglicana do Canadá, e declararam que o reconhecimento pelo Arcebispo de Canterbury não é necessário para a identidade anglicana.
A GAFCON ocorreu um mês antes da Conferência de Lambeth, o encontro decenal dos bispos da Comunhão Anglicana. A GAFCON afirmou que o movimento surgiu porque um "falso evangelho" estava sendo promovido dentro da Comunhão Anglicana, que negava a singularidade de Jesus Cristo e "promovia uma variedade de preferências sexuais e comportamentos imorais como um direito humano universal".
Este movimento reacionário é geralmente considerado como tendo sido motivado pela consagração de Gene Robinson, abertamente gay e não celibatário, como Bispo Episcopal de New Hampshire em 2003, e de forma mais geral pela visão de que algumas partes mais progressistas e acolhedoras da Comunhão Anglicana global podem estar a afastar-se de interpretações mais tradicionais e conservadoras do ensino bíblico.

## Primeira conferência (2008)
Originalmente, a GAFCON deveria ocorrer em duas partes: uma semana na Jordânia e uma semana em Jerusalém. Isso também visava permitir a participação de bispos do Paquistão e do Sudão, que não poderiam visitar Israel. Para acomodar as necessidades e atender às questões levantadas pelo bispo anglicano local em Jerusalém, a parte da Jordânia do programa foi posteriormente rebaixada para uma "consulta preparatória pré-GAFCON", com o segmento em Jerusalém sendo transformado de uma peregrinação em um período de deliberação substantiva.
Um dia depois, em 18 de junho, as autoridades jordanianas encerraram a GAFCON, forçando cerca de 140 pessoas a se mudarem para Jerusalém. O passaporte diplomático do Arcebispo Peter Akinola foi negado à Jordânia.
A conferência teve lugar de 22 a 29 de Junho de 2008 no moderno Hotel Renaissance, perto dos arredores de Jerusalém.
No início da conferência, um livreto foi lançado pelo Arcebispo Akinola da Nigéria intitulado O Caminho, a Verdade e a Vida: Recursos Teológicos para uma Peregrinação a um Futuro Anglicano Global Os delegados também visitaram locais sagrados em Jerusalém e arredores.

### Participantes
Os principais participantes da GAFCON incluíram sete primazes anglicanos, os arcebispos Peter Akinola da Nigéria, Justice Akrofi da África Ocidental, Benjamin Nzimbi do Quênia, Emmanuel Kolini de Ruanda, Henry Luke Orombi de Uganda, Valentino Mokiwa da Igreja Anglicana da Tanzânia e o bispo presidente Greg Venables do Cone Sul (América do Sul); o arcebispo Peter Jensen de Sydney, Austrália, Bill Atwood do Quênia, os bispos Wallace Benn e Michael Nazir-Ali da Inglaterra, Don Harvey do Canadá, os bispos Robert Duncan e Martyn Minns dos Estados Unidos; o cônego Vinay Samuel da Índia; Hugh Pratt e o cônego Chris Sugden da Inglaterra. A GAFCON contou com a presença de 1148 delegados leigos e clérigos, incluindo 291 bispos anglicanos, de 29 países. As identidades dos participantes não foram publicadas e podem ter incluído bispos e clérigos de fora da Comunhão Anglicana, incluindo alguns do Movimento Anglicano Continuante. Hugh Pratt também foi tesoureiro, responsável pela segurança, acomodação e implementação da Conferência. 
Os líderes presentes afirmaram representar 35 milhões de anglicanos "ativos" na comunhão mundial. A equipe de liderança listada pela GAFCON em seu site era composta por 16 homens, dos quais 9 eram da Inglaterra, América do Norte e Austrália, e um outro estava baseado no Reino Unido.

### Tópicos e resultados
As sessões diárias foram realizadas de 22 a 29 de junho de 2008. As sessões foram realizadas sobre os temas do secularismo, da Comunhão Anglicana, do HIV/AIDS e da pobreza.
Uma declaração da GAFCON foi divulgada no último dia da conferência. Foi produzida com base nas contribuições de todos os 1148 delegados. A declaração alegou que o movimento GAFCON surgiu porque um "falso evangelho" estava sendo promovido dentro da Comunhão Anglicana, que negava a singularidade de Jesus Cristo e "promovia uma variedade de preferências sexuais e comportamento imoral como um direito humano universal".
A declaração da GAFCON anunciou que a GAFCON seria um "movimento no Espírito" contínuo, em vez de um evento único. Embora a GAFCON não tenha decidido criar um cisma formal na Comunhão Anglicana, expressou planos para estabelecer novas estruturas eclesiásticas, particularmente nas províncias liberais da América do Norte, para atender aos anglicanos conservadores. Em particular, a declaração da GAFCON afirma que o reconhecimento pelo Arcebispo de Canterbury não é necessário para a identidade anglicana. Ela pede a formação de um novo conselho de primazes não eleitos da GAFCON.
A declaração da GAFCON foi criticada por muitos, incluindo o então Arcebispo de Canterbury, Rowan Williams, que disse que "Um 'Conselho de Primazes' que consiste apenas em um grupo auto-selecionado dentre os Primazes da Comunhão não passará no teste de legitimidade para todos na Comunhão. E qualquer reivindicação de ser livre para operar além das fronteiras provinciais está repleta de dificuldades, tanto teológicas quanto práticas."

#### Declaração de Jerusalém
A declaração da GAFCON continha a "Declaração de Jerusalém", uma confissão doutrinária que pretendia formar a base de uma nova "Irmandade Global de Anglicanos Confessantes " (FCA, agora também conhecida como GAFCON). A declaração sustentava as Escrituras Sagradas como contendo "todas as coisas necessárias para a salvação", os quatro primeiros concílios ecumênicos e os três credos como expressão da regra de fé da Igreja, e os Trinta e Nove Artigos como autoritativos para os anglicanos hoje. Além disso, o Livro de Oração Comum de 1662 foi chamado de "um padrão verdadeiro e autoritativo de adoração e oração" e o Ordinal Anglicano foi reconhecido como um padrão autoritativo.

### Reações
O Arcebispo Rowan Williams disse em 19 de dezembro de 2007 que os planos para realizar uma reunião pré-Lambeth para os conservadores não sinalizavam deslealdade, pois tal reunião "não teria qualquer estatuto oficial no que diz respeito à Comunhão".
O primaz de Jerusalém e do Médio Oriente, Mouneer Anis, um conservador em questões de sexualidade humana, anunciou publicamente que não iria participar na GAFCON, observando que "o Sul Global não deve ser conduzido por uma agenda exclusivamente do Norte ou por personalidades do Norte".
 

Já o bispo local de Jerusalém, Suheil Dawani, em cujo território a cerimônia seria realizada, inicialmente emitiu um comunicado à imprensa dizendo:
Estou profundamente preocupado que esta reunião, da qual não tínhamos conhecimento prévio, importe o conflito interanglicano para a nossa diocese, que busca ser um lugar de acolhimento para todos os anglicanos. Também pode ter consequências graves para o nosso ministério de reconciliação em curso nesta terra dividida. De fato, pode inflamar ainda mais as tensões aqui. Nós, que ministramos aqui, sabemos muito bem o que acontece quando dois lados param de se comunicar. Não queremos ver mais muros de separação! 
Ele indicou que o primaz regional “também está preocupado com este evento. O seu conselho aos organizadores de que este não era o momento nem o local certo para tal reunião foi ignorado”.
Em 12 e 15 de janeiro de 2008, o Bispo de Jerusalém teve reuniões com os organizadores da GAFCON, incluindo os Arcebispos Jensen (Sydney) e Akinola (Nigéria), nas quais explicou suas razões para se opor à conferência e os danos que ela causaria ao seu ministério local de acolhimento e reconciliação na Terra Santa. Ele insistiu que a Conferência de Lambeth era o local correto para discussões internas. No entanto, ele propôs como alternativa, "para progredir nesta discussão", que a conferência da GAFCON ocorresse em Chipre, seguida de uma "pura peregrinação" à Terra Santa. As atas das reuniões foram publicadas.
O anúncio da conferência recebeu críticas de alguns conservadores devido ao potencial de dar aos liberais uma voz mais poderosa na Conferência de Lambeth. O ex- arcebispo de Canterbury, George Carey, disse: "Se a conferência de Jerusalém for uma alternativa à Conferência de Lambeth, o que eu percebo que é, então acho lamentável. A ironia é que tudo o que eles vão fazer é enfraquecer a Conferência de Lambeth. Eles vão dar aos liberais uma voz mais poderosa porque estão ausentes e vão agir como se fossem cismáticos." Carey também pediu que a Câmara dos Bispos dos Estados Unidos se comprometesse com o Pacto de Windsor , que impõe uma moratória à consagração de bispos homossexuais e à bênção de uniões entre pessoas do mesmo sexo.
O bispo anglicano de Newcastle, na Austrália, Brian Farran, criticou a GAFCON, juntamente com a esmagadora maioria dos bispos australianos.
Mas a conferência foi particularmente bem recebida pelos bispos em conflito com as políticas oficiais da Igreja Episcopal dos Estados Unidos. O ex-padre episcopal, agora bispo sufragâneo da recém-criada Convocação Conservadora dos Anglicanos na América do Norte, David Anderson, disse que o "encontro será na forma de uma peregrinação de volta às raízes da fé da Igreja: portanto, esta jornada começa com uma peregrinação".

## Segunda conferência (2013)
A segunda Conferência Global Anglican Future foi realizada em Nairóbi, Quênia, de 21 a 26 de outubro de 2013, na Catedral de Todos os Santos.
Estiveram presentes 1.358 delegados, 1.003 clérigos e 545 leigos, de 38 países. O número de bispos e arcebispos presentes foi de 331. Os primazes que compareceram foram Eliud Wabukala, do Quênia, Nicholas Okoh, da Nigéria, Stanley Ntagali, de Uganda, Onesphore Rwaje, de Ruanda, Bernard Ntahoturi, de Burundi, Henri Isingoma, do Congo, Daniel Deng Bul, do Sudão, Solomon Tilewa Johnson, da África Ocidental, Tito Zavala, do Cone Sul, e Robert Duncan, da América do Norte.
O foco foi o futuro anglicano compartilhado, discutindo o tema missionário de “Fazer Discípulos do Senhor Jesus Cristo”.
Justin Welby, Arcebispo de Canterbury, fez uma visita rápida a Nairóbi em 20 de outubro, imediatamente antes do início formal (em 21 de outubro) do evento completo da GAFCON. Durante essa visita rápida, ele se encontrou com os primazes da GAFCON que estavam realizando uma reunião pré-conferência de dois dias. Ele também expressou suas condolências pelo ataque ao shopping Westgate e pregou dois sermões na Catedral de Todos os Santos.

## Terceira conferência (2018)
A terceira Conferência Global Anglicana sobre o Futuro foi realizada em Jerusalém, Israel, de 17 a 22 de junho de 2018.
De acordo com os números oficiais, participaram 1.966 delegados, 1.292 homens e 670 mulheres, de 53 países, tornando-se a maior reunião internacional de anglicanos desde o Congresso de Toronto em 1963. Esses números incluem 993 clérigos, entre os quais 333 bispos, e 973 leigos. Também participaram 94 sacerdotisas e diaconisas.
O número de arcebispos ativos e aposentados presentes foi de 38, incluindo sete primazes atuais da Comunhão Anglicana, Jackson Ole Sapit, do Quênia, Stanley Ntagali, de Uganda, Laurent Mbanda, de Ruanda, James Wong, do Oceano Índico, Nicholas Okoh, da Nigéria, Stephen Than Myint Oo, de Mianmar, e Gregory Venables, da América do Sul. Dois primazes reconhecidos pela GAFCON também compareceram: Foley Beach, da América do Norte, e Miguel Uchôa, do Brasil. Os primazes Justin Badi Arama, do Sudão do Sul, e Maimbo Mndolwa, da Tanzânia, não puderam comparecer, apesar de estarem registrados. Também compareceram seis primatas aposentados, Peter Akinola, da Nigéria, Eliud Wabukala, do Quênia, Onesphore Rwaje, de Ruanda, Jacob Chimeledya, da Tanzânia, Tito Zavala, da América do Sul, e Robert Duncan, da América do Norte.
A maior delegação nacional foi a da Igreja da Nigéria, com 472 membros. O número de anglo-católicos foi menor do que nas duas conferências anteriores.
Na conclusão da conferência, foi anunciado que no início de 2019, o Arcebispo Foley Beach, Primaz da Igreja Anglicana na América do Norte, sucederá ao Arcebispo Nicholas Okoh, Primaz da Igreja da Nigéria, como Presidente do Conselho de Primazes da GAFCON; e o Arcebispo Benjamin Kwashi, ex-arcebispo de Jos na Nigéria, sucederá ao Arcebispo Peter Jensen, ex-arcebispo de Sydney, como Secretário Geral da GAFCON.

### G19 (2019)
Uma conferência adicional, denominada G19, ocorreu de 25 de fevereiro a 1º de março de 2019, em Dubai, Emirados Árabes Unidos, para aqueles que não puderam comparecer à GAFCON III do ano anterior. A G19 foi organizada pelos bispos Michael Nazir-Ali, da Igreja da Inglaterra, e Azad Marshall, da Igreja do Paquistão, e contou com a presença de 138 delegados, incluindo 31 bispos e arcebispos, e quatro primazes, Nicholas Okoh, da Nigéria, Foley Beach, da América do Norte, ambos que também compareceram à GAFCON III, Justin Badi Arama, do Sudão do Sul, e Samuel Mankhin, de Bangladesh.

## Quarta conferência (2023)
O quarto evento quinquenal da GAFCON ocorreu em Kigali, Ruanda, começando em 16 de abril de 2023, no Centro de Convenções de Kigali. Um ponto importante na agenda da conferência foi como o movimento anglicano confessional responderia à decisão do início de 2023 dos bispos da Igreja da Inglaterra e do Sínodo Geral de aprovar orações de bênção para casamentos entre pessoas do mesmo sexo. Antes da conferência, os líderes da Igreja de Uganda disseram que pressionariam para que as províncias membros da Comunhão Anglicana na GAFCON e no Sul Global se separassem das estruturas alinhadas a Canterbury. Fiel ao seu sinal inicial, a conferência declarou que o Arcebispo Welby deveria renunciar ao seu papel como líder global.

### Participantes
De acordo com o comunicado final da conferência, a GAFCON IV reuniu 1.302 delegados de 52 países, entre eles 315 bispos, 456 outros clérigos e 531 leigos. Os participantes incluíram primazes de 10 províncias, incluindo Justin Badi Arama do Sudão do Sul, Foley Beach da América do Norte, Samy Fawzy de Alexandria, Stephen Kaziimba de Uganda, Laurent Mbanda de Ruanda, Henry Ndukuba da Nigéria, Jackson Ole Sapit do Quênia, Miguel Uchôa do Brasil, James Wong do Oceano Índico e Tito Zavala do Chile. A conferência foi marcada pela participação não apenas de líderes da GAFCON, mas também de vários líderes importantes da Global South Fellowship of Anglican Churches (incluindo Badi, Wong, Zavala e Rennis Ponniah), que participaram do desenvolvimento do comunicado. Outros participantes da Comunhão Anglicana incluíram Kanishka Raffel e vários delegados da Diocese Anglicana de Sydney, Rob Munro e Keith Sinclair da Igreja da Inglaterra, David Parsons da Diocese Anglicana do Ártico e Festus Yeboah Asuamah da Diocese Anglicana de Sunyani. A GAFCON IV também reuniu líderes de várias jurisdições de realinhamento anglicano não reconhecidas por Canterbury, incluindo a Rede Anglicana na Europa, Igreja dos Anglicanos Confessantes de Aotearoa/Nova Zelândia, Diocese da Cruz do Sul, Igreja Livre da Inglaterra e REACH-SA.

## Global Fellowship of Confessing Anglicans
Em decorrência das conferências GAFCON, foi criada a Global Fellowship of Confessing Anglicans (Irmandade Global de Anglicanos Confessantes), uma comunhão de igrejas anglicanas conservadoras, alinhadas com o Movimento Confessante. Os anglicanos confessantes reunidos em 2008 na primeira GAFCON, criaram a Declaração de Jerusalém e estabeleceram a Fellowship of Confessing Anglicans (FCA), que foi renomeada como GAFCON em 2017.
A Global Fellowship of Confessing Anglicans visa estender os objetivos das conferências da GAFCON a um movimento, para "pregar o evangelho bíblico [...] em todo o mundo" e "fornecer ajuda aos [...] anglicanos fiéis" descontentes com suas igrejas originais. A irmandade reconhece a Declaração de Jerusalém como uma "regra contemporânea". A irmandade é administrada por um "Conselho de Primazes", desde 2008.
Em 2022, a GAFCON afirmava que nove províncias da Comunhão Anglicana também eram províncias da irmandade: Sudão do Sul, Nigéria, Uganda, Quênia, Congo, Ruanda, Ámérica do Sul, Mianmar e Chile. Sua nona e décima províncias, a Igreja Anglicana na América do Norte e a Igreja Anglicana no Brasil, não são reconhecidas por Canterbury. Apontava também filiais em outras partes do mundo, como Europa, Reino Unido, Austrália, Nova Zelândia, África do Sul, Irlanda, Tanzânia, Gana, Sudão e Paquistão.

### Ordenação de mulheres
A ordenação de mulheres às ordens sagradas, os ofícios de diácono, padre (presbítero) e bispo, continua controversa na GAFCON. Em 2006, a Igreja da Nigéria planejou ordenar mulheres ao diaconato, mas não como padres ou bispos. Em 2010, a igreja avançou com esses planos e começou a ordenar mulheres como diaconisas, com limitações "para fins específicos como trabalho hospitalar e serviços escolares". A Igreja da Nigéria continua a proibir a ordenação de mulheres como padres ou bispos. A Igreja de Uganda ordena mulheres como diaconisas desde 1973 e como padres desde 1983. A Igreja Anglicana na América do Norte permite que cada diocese decida se ordena mulheres como diaconisas ou padres, mas não permite a ordenação de mulheres como bispos. Em 2018, os bispos primaciais das igrejas membros da GAFCON concordaram com uma moratória sobre novas ordenações de mulheres ao episcopado. Em 2016, antes da moratória, a Igreja Episcopal do Sudão consagrou a primeira mulher, Elizabeth Awut Ngor, como bispa e a primeira entre os membros da GAFCON. Em 2021, a Igreja Anglicana do Quênia consagrou duas mulheres como bispas, Emily Onyango foi consagrada como bispa auxiliar e Rose Okeno foi consagrada como bispa diocesana da Diocese de Butere. Em 2022, o Arcebispo Kaziimba da Igreja de Uganda confirmou que uma mulher pode ser ordenada bispa na Igreja de Uganda. Em 2023, a Diocese da Cruz do Sul acolheu a sua primeira sacerdotisa.